# باريس (سفينة)

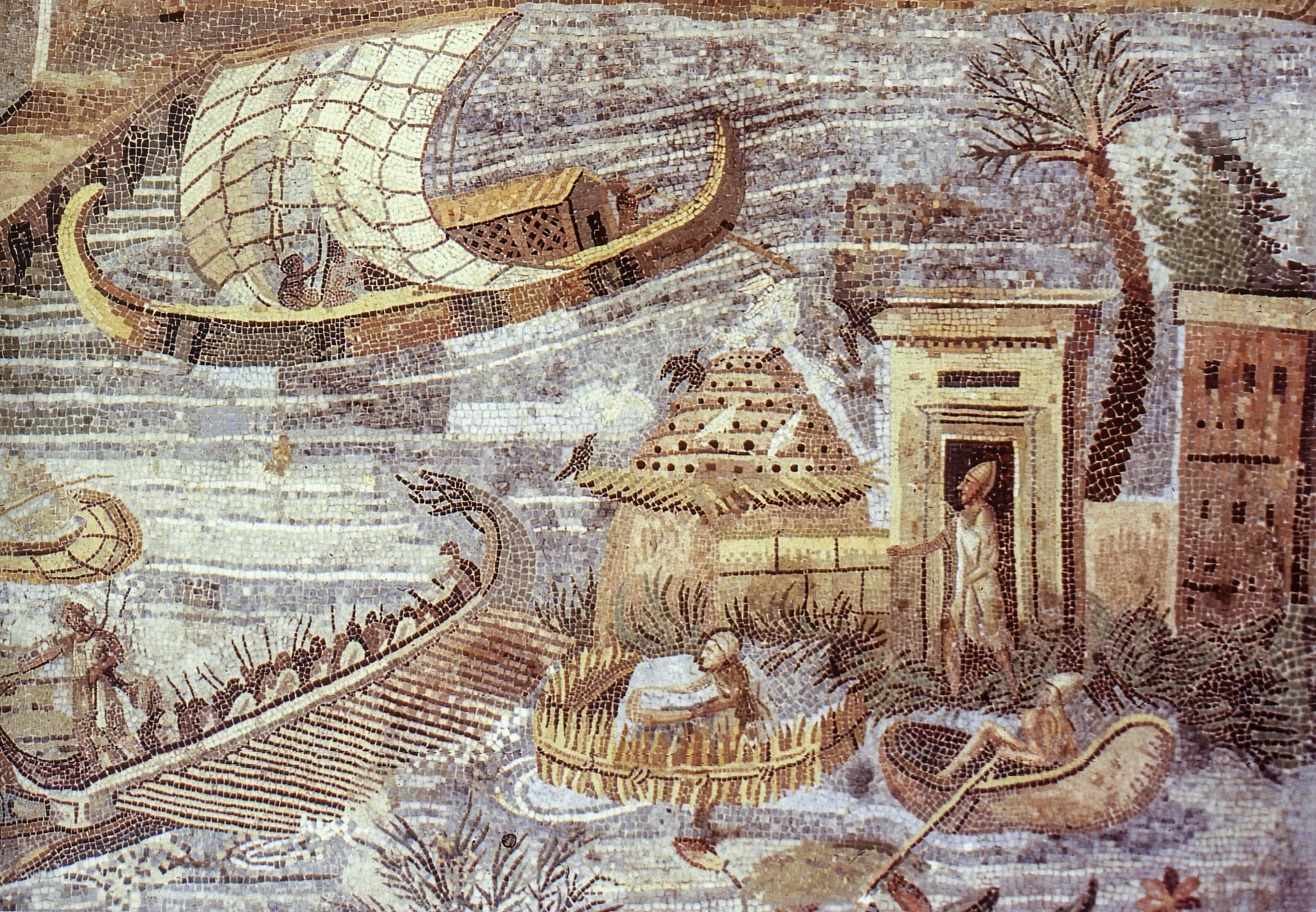
تصوير لباريس (أعلى اليسار) على فسيفساء النيل من باليسترينا

باريس هو نوع من السفن المصرية القديمة، وقد وصف هيرودوت أسلوبه الفريد في البناء، حيث كتب في حوالي 450 قبل الميلاد. لم يجد علماء الآثار والمؤرخون أي دليل على وصفه حتى اكتشاف بقايا مثل هذه السفينة في المياه المحيطة بهيراكليون في خليج أبو قير في عام 2003.
السفينة، المعروفة باسم السفينة 17، الأولى من بين 63 سفينة تم العثور عليها في هيراكليون، يصل طولها إلى 28 مترًا. تم تشييده باستخدام تقنية غير معتادة لربط الألواح الخشبية السميكة معًا، وكان له آلية توجيه مميزة مع دفة محورية تمر عبر الهيكل. تم تنفيذ العمل الأثري تحت الماء من قبل فرانك جوديو والمعهد الأوروبي للآثار تحت الماء، وتم نشر النتائج في كتاب من تأليف ألكسندر بيلوف لمركز أكسفورد للآثار البحرية.

## مصطلح باريس
تشير كلمة باريس اليونانية القديمة إلى سفينة مصرية. تم وصفها لأول مرة من قبل المؤرخ اليوناني القديم هيرودوت، الذي عاش في منتصف القرن الخامس قبل الميلاد. قبل الميلاد زار مصر ووصفها. شكك بعض الباحثين في وجود السفينة التي وصفها هيرودوت. في عام 2003، تم اكتشاف سفينة تشبه إلى حد كبير وصفها.نقالة الحبل

## وصف هيرودوت
ذكر هيرودوت أن السفينة بنيت من خشب الأكاسيا. تم نشر الألواح التي يبلغ طولها حوالي 1 متر من الخشب الصلب وتم بناء الهيكل منها عن طريق ترتيب الألواح. قامت الأقواس المتقاطعة بتقوية الهيكل وختمت المفاصل بأوراق البردي. أكد هيرودوت أن باريس كان لديه مجذاف واحد فقط، لأن السفن اليونانية كانت تحتوي دائمًا على مجاذيفتين. كانت هناك فتحة في قاع السفينة تمر من خلالها الدفة. كانت السفينة تحتوي على صاري أكاسيا مع شراع من ورق البردي.
توجيه السفينة بواسطة دفة مرت عبر ثقوب في عارضة المؤخرة. تم تصوير هذا النوع من الدفة أيضًا في صور ونماذج من العصر المصري القديم، ولكن حتى وقت قريب لم يتم العثور على اكتشافات أثرية، مما يمكن أن يظهر وجود مثل هذا الشيء بالفعل.
فقط عندما تكون هناك رياح شمالية قوية، يمكن للسفن أن تسافر لأعلى ضد التيار. وإلا تم جرهم عكس التيار. في أسفل النهر، استخدموا نوعًا من الأبواب المصنوعة من خشب الأثل المنسوج بالقصب. تم ربطها بقوس السفينة بحبل وتم إنزالها في الماء، مما يسمح للتيار بالضغط على الباب ودفع السفينة للأمام. تم ربط حجر مثقوب يزن طالنطتان، أي حوالي 52 كجم، بحبل ثانٍ في
المؤخرة وتم إنزاله إلى قاع النهر. بسبب تأثير الكبح، احتفظت السفينة دائمًا بقوسها في اتجاه مجرى النهر. يُقال إن هذا النوع من السفن كان شائعًا جدًا، ويقال إن بعض السفن لديها قدرة استيعابية تصل إلى عدة آلاف من المواهب (تتوافق 1000 موهبة مع حوالي 26 طنًا).

## الأدلة الأثرية
تم العثور على 63 حطامًا في الميناء الغارق لمدينة هيراكليون الساحلية المصرية القديمة. السفينة 17 هي أولى هذه السفن التي يتم بحثها بشكل منهجي. تم اكتشافه في عام 2003 من قبل المعهد الأوروبي للآثار تحت الماء وتم التنقيب عنه بين عامي 2009 و 2011 على عمق 7 إلى 8 أمتار. كانت السفينة 17 واحدة من حوالي 12 سفينة من نفس التصميم تم غرقها لتحصين الأرض أو لتقسيم حوض الميناء. المكان الذي تم العثور فيه الآن على بعد 6 كيلومترات من أقرب ساحل.
على مدى آلاف السنين، ترسب الطين فوق السفينة والرمل فوقه. وهذا ما يفسر الحالة الجيدة للحفاظ على السفينة. السفينة كانت من الكربون المشع مؤرخة بين 804 و 416 قبل الميلاد باحتمال 95٪. (معايرة) ليتم تأريخها. لم يتم العثور على أشياء يمكن تخصيصها للسفينة. ومع ذلك، تم العثور على أمفورة كورنثية وبحر إيجة من منتصف القرن الرابع قبل الميلاد مباشرة فوق صحن المصلى. يجب أن تكون السفينة قد غرقت قبل هذا الوقت. تم العثور على خزفيات من منتصف القرن الخامس قبل الميلاد تحت صحن المصلى. من عقود البيع وإعادة الإيجار من مصر الرومانية، ما يسمى بالمسيثوبرايز، نعلم أن السفن استخدمت لمدة تصل إلى 50 أو 60 عامًا. ويترتب على ذلك بناء السفينة 17 في نهاية القرن السادس أو الخامس قبل الميلاد. وغرقت في وقت ما بين الخامس والنصف الأول من القرن الرابع. بعد الغرق، تم دفع 14 رصيفًا عبر بدن السفينة لإنشاء الأساس لبناء رصيف.
خلال أعمال التنقيب تم الكشف عن 70٪ من السفينة. لا يزال طول الحطام المحفوظ 25.20 م وعرضه 9.40 م وكما ذكر هيرودوت فإن سفينة الشحن النيلية بنيت من خشب السنط. كان للسفينة عارضة بدائية، حيث يكون عرضها أكبر من سمكها. تم بناء العارضة الأولية من 12 مقطعًا وتدريجيًا من المؤخرة إلى القوس. تم تمرير الدفة المحورية من خلال واحدة من فتحتين في الجزء الخلفي من العارضة الأولية. كان الهيكل على شكل هلال وطوله حوالي 27-28 مترًا وعرضه 8 أمتار وغاطس يبلغ 1.60 مترًا، وبإزاحة قصوى تبلغ 150 طنًا، يمكن للسفينة تحميل 112 طنًا من البضائع. كسفينة شحن، لم يكن للسفينة 17 سطح. لم يتم العثور على أي آثار لدودة السفينة على بدن السفينة، ولهذا السبب يُفترض أن السفينة كانت تستخدم فقط في النيل وليس في البحر أبدًا.